# Katarzyna Szarzec
Katarzyna Szarzec – polska ekonomistka, profesor nauk społecznych.

## Życiorys
W 1997 ukończyła studia z zakresu międzynarodowych stosunków gospodarczych i politycznych na Akademii Ekonomicznej w Poznaniu.
14 maja 2004 obroniła pracę doktorską Racjonalny podmiot gospodarczy w klasycznej myśli ekonomicznej i jej współczesnych kontynuacjach, 6 grudnia 2013 habilitowała się na podstawie pracy zatytułowanej Państwo w gospodarce. Studium teoretyczne – od Adama Smitha do współczesności. Wydawnictwo Naukowe PWN, seria „Współczesna ekonomia”, Warszawa 2013. Została zatrudniona na stanowisku adiunkta w Katedrze Makroekonomii i Historii Myśli Ekonomicznej na Wydziale Ekonomii Uniwersytetu Ekonomicznego w Poznaniu.
Piastowała funkcję profesora nadzwyczajnego w Katedrze Makroekonomii i Badań nad Rozwojem na Wydziale Ekonomii Uniwersytetu Ekonomicznego w Poznaniu.
Od 2023 zajmuje stanowisko profesora zwyczajnego na Uniwersytecie Ekonomicznym w Poznaniu.